# Frederick McClair
Frederick "Freddie" McClair est un personnage fictif de la série télévisée Skins, interprété par Luke Pasqualino.

## Histoire du personnage
Freddie a perdu sa mère très jeune, cette dernière s'étant suicidée à la suite d'une dépression. C'est un jeune homme plutôt calme et mature. JJ, Cook et lui sont très liés depuis des années. Il cultive une véritable passion pour le skateboard, dans laquelle il s'échappe dès qu'il en a l'occasion. Le jour de sa rentrée au lycée, il rencontre Effy, et se retrouve pris dans une fascination qui se transformera en des sentiments amoureux par la suite. Devant l'indécision de celle-ci, il a finalement une relation avec Katie, mais leur relation ne résistera pas face à l'amour qu'il porte à Effy.

### Dans la saison 3
Freddie est considéré comme oisif et sans ambition par sa famille. Sa grande sœur Karen a réussi à se qualifier pour la finale d'une émission télévisée ayant pour but de trouver un nouveau membre pour un groupe musical féminin, "Da Sexxbombz". Freddie méprise son désir avide de célébrité, mais leur père favorise Karen, lui aménageant ainsi la cabane de Freddie en studio de danse pour qu'elle répète.
Il avoue assez rapidement à Effy qu'il est amoureux d'elle, mais celle-ci, bien qu'amoureuse de lui également, se réfugie dans une relation avec Cook pour éviter ce qu'elle ressent, ce qui jettera un froid entre les deux amis. Lors de l'épisode final de la saison, ce triangle amoureux semble être "résolu" puisque lorsque JJ confronte Effy et lui demande de choisir celui avec qui elle veut être, elle reste muette mais regarde Freddie, ce qui pousse Cook et JJ à sortir de la pièce. Laissés seuls, Freddie et Effy échangent quelques mots et finissent par coucher ensemble.

### Dans la saison 4
Dans la saison 4, Freddie commencera enfin une vraie relation avec Effy, sous le regard jalousé de Cook, encore épris d'elle. Vivant en parfaite harmonie entre sexe et drogues chez Effy, durant l'absence de sa mère partie en vacances à Rome, les deux amoureux nagent apparemment en "plein bonheur". Jusqu'à ce que Freddie remarque chez Effy une véritable dépendance aux drogues et à l'alcool : il découvre qu'il s'agit des signes avant-coureurs d'une dépression, retrouvant le même schéma que chez sa mère peu avant qu'elle ne meure. Effy finit par faire une tentative de suicide et se retrouve internée.
Elle entame une thérapie avec John Foster, un psychiatre aux méthodes douteuses, qui tombe amoureux d'elle et tente de l’éloigner de son entourage en effaçant ses souvenirs. Lorsque Freddie s'en rend compte, il va voir Foster et lui ordonne de laisser Effy tranquille. Foster assassine alors Freddie pour ne plus le retrouver sur sa route.